# Karl-Josef Schulte
Karl-Josef Schulte (* 10. August 1888 in Hagen; † 24. August 1966 in Minden) war Leiter des Schulkollegiums Münster.

## Werdegang
Nach dem Abitur am Gymnasium Hagen im Jahre 1908 studierte Karl-Josef Schulte in Freiburg, Berlin und Münster die Fächer Deutsch, Geschichte und Latein und promovierte am 16. Oktober 1911 in Münster. Die große Staatsprüfung folgte im Februar 1912. Nach einem Seminarjahr am Paulinum in Münster und einem Probejahr am Realgymnasium Neheim wurde er hier Studienassessor. Er musste von März 1916 an Kriegsdienst leisten und geriet am 18. April 1917 in französische Kriegsgefangenschaft. Nach seiner Entlassung im Februar 1920 konnte er in Neheim wieder seiner Beschäftigung nachgehen und wurde hier Studienrat. Zum 1. März 1927 trat Schulte seinen Dienst als Studiendirektor und Leiter der Staatlichen Aufbauschule in 
Braunsberg/Ostpreussen an. Er kam in seine Heimat Westfalen zurück und wurde am 1. April 1930 Oberschulrat im Provinzialschulkollegium Münster. In dieser Funktion blieb er bis zu seiner Versetzung zum Hohenzollern-Gymnasium Düsseldorf, wo er das Amt eines Studienrats wahrzunehmen hatte. Im Herbst 1941 wurde Schulte beurlaubt und ging zum 1. Mai 1942 „aus Gesundheitsgründen“ in den vorzeitigen Ruhestand. Versetzung und Beurlaubung standen in Verbindung mit dem Nazi-Regime. Nach dem Kriege kam Schulte in seinen Beruf zurück, wurde Oberschulrat und  Abteilungsleiter für höheres Schulwesen im Oberpräsidium Münster. Ende 1945 wurde er Regierungsdirektor und im August 1948 als Leitender Regierungsdirektor mit der Leitung des Schulkollegiums Münster betraut. Seine normale Dienstzeit wurde 1953 um ein Jahr verlängert, so dass er zum 30. September 1954 in den Ruhestand ging.
Karl-Josef Schulte war Mitglied des Zentrum und zeitweise dessen Kreisvorsitzender in Neheim.